# Avenida Interlagos
A Avenida Interlagos é um logradouro da cidade de São Paulo. Começa na Avenida Washington Luís e termina na Avenida Professor Papini.
Esta avenida é trecho do corredor Norte-Sul e é uma das principais da cidade. Atravessa os distritos de Campo Grande, Cidade Ademar, Socorro e Cidade Dutra, servindo um grande número de bairros da Zona Sul de São Paulo.
A avenida fornece acesso a diversas outras vias importantes para a região, são elas: Avenida Nossa Senhora do Sabará, Marginal Pinheiros (SP-015), Avenida Miguel Yunes, Avenida Yervant Kissajikian, Avenida do Rio Bonito e Avenida Senador Teotônio Vilela, além de servir como ligação ao Autódromo José Carlos Pace, conhecido como Autódromo de Interlagos.
Também é nessa avenida que está situado o Complexo Comercial do Shopping Center Interlagos e diversos outros comércios secundários.